# Coach New York
Coach New York, comumente conhecida como Coach, é uma casa americana de moda de luxo especializada em bolsas, malas e acessórios de couro, bem como pronto-a-vestir. A Coach licencia seu nome e marca para a Luxottica para óculos  e para a Interparfums, com sede em Paris, para fragrâncias.  Stuart Vevers é o diretor executivo de criação desde junho de  2013.
É a principal subsidiária da Tapestry, Inc., anteriormente conhecida como Coach, Inc.

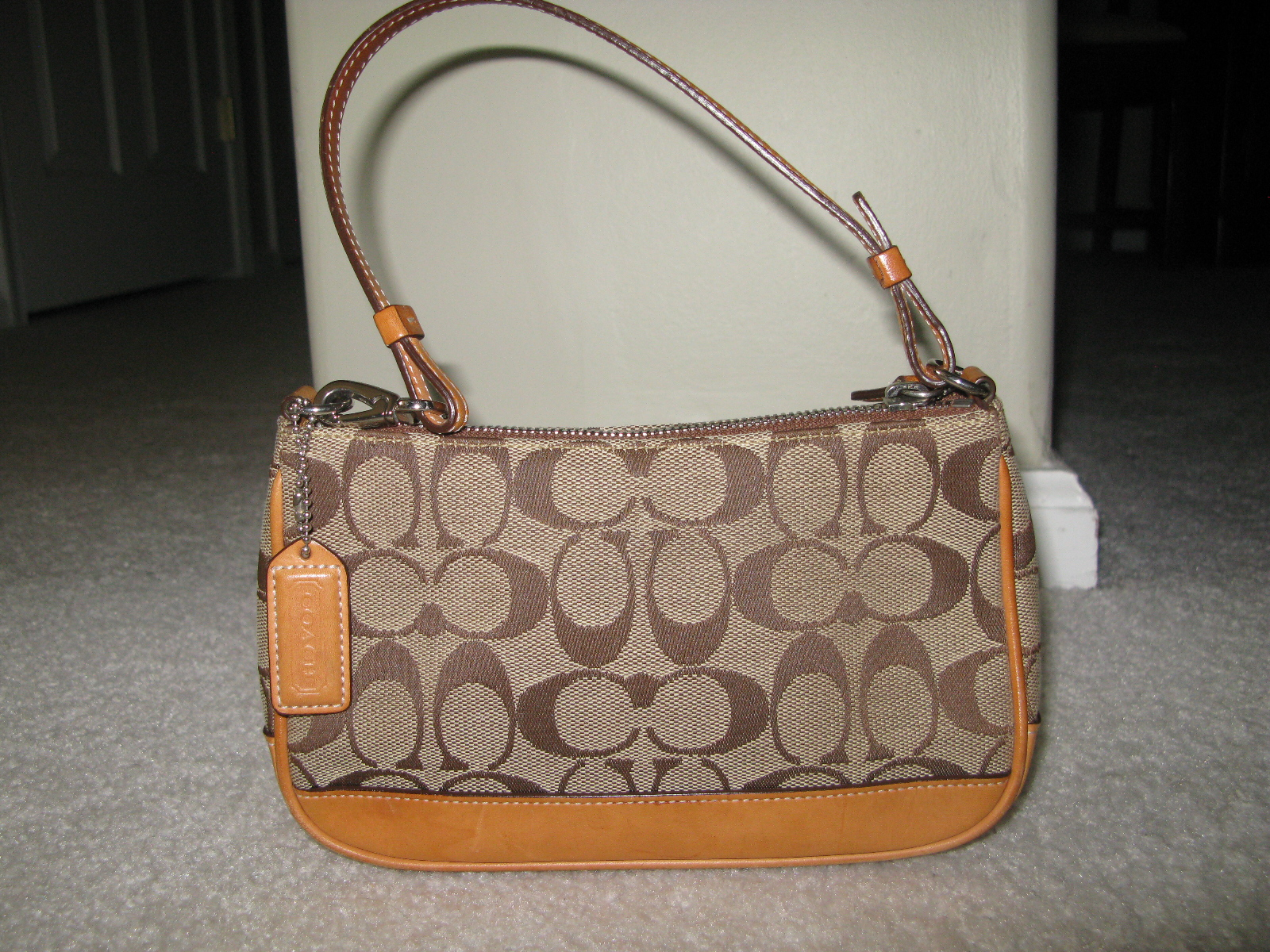
Bolsa Coach com monograma exclusivo C

## Operações

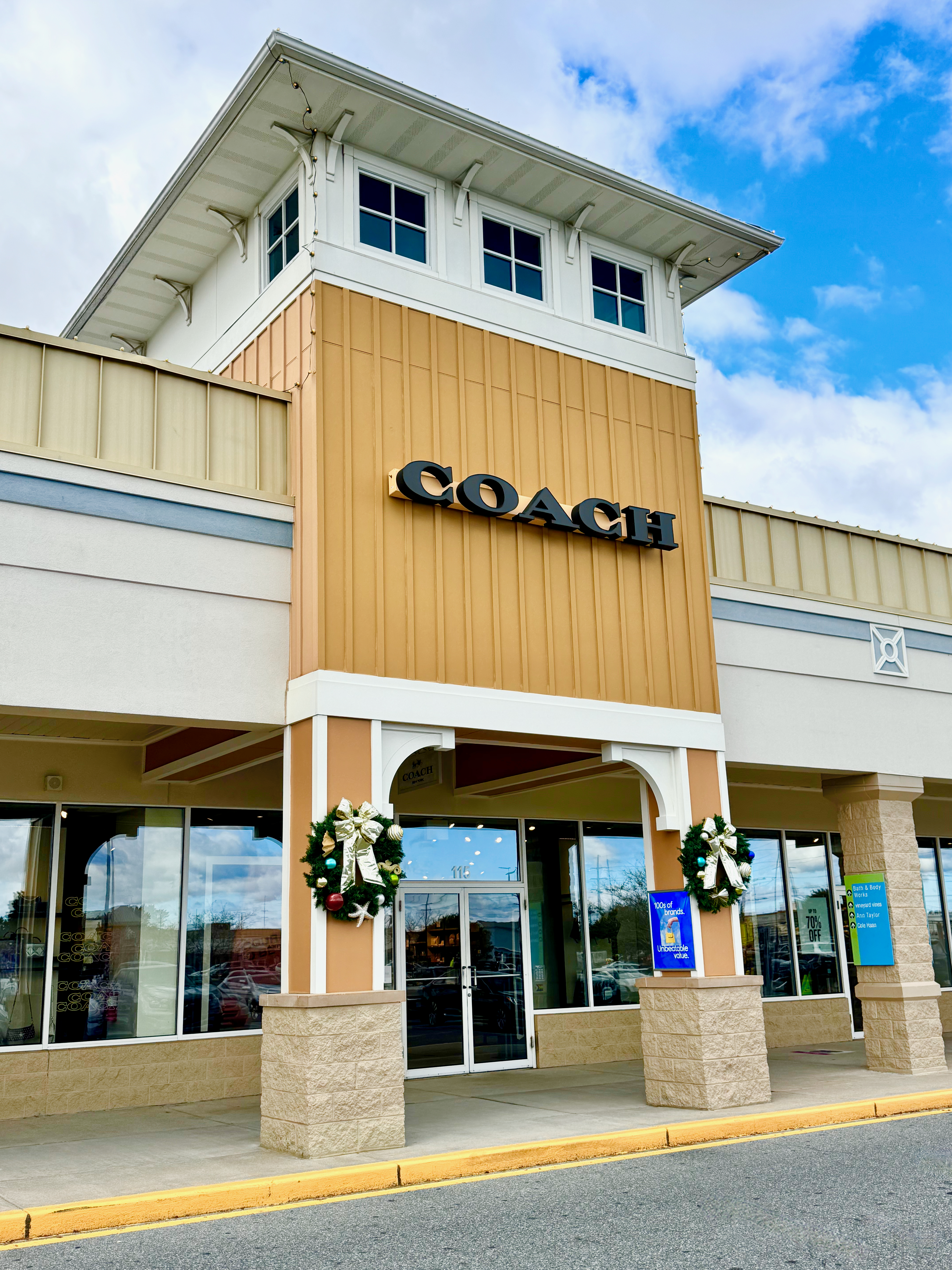
Uma loja Coach em um shopping center

Em 2013, havia aproximadamente 1.000 lojas Coach na América do Norte. A Coach também construiu uma forte presença nos EUA por meio de boutiques localizadas em lojas de departamentos selecionadas e varejistas especializados. 
Coincidindo com seu 75º aniversário em 2016, a Coach abriu a Coach House, um espaço comercial de 20.000 pés quadrados no centro de Manhattan. 